# Pervez Mody
Pervez Mody (* 1968 in Bombay, heute Mumbai) ist ein in Deutschland lebender Konzertpianist. Sein Repertoire umfasst sowohl die traditionelle Klavierliteratur als auch selten gespielte Werke, ebenso bietet er auf seinen Konzerten regelmäßig eigene Bearbeitungen dar. Seit 2012 ist Pervez Mody Steinway-Artist.

## Leben
Mody erhielt im Alter von vier Jahren erste pianistische Förderung und Ausbildung durch seine Lehrerinnen Feroza Dubash Labonne und Farida Dubash. Diese prägten stark seine musikalischen Interpretationen und sein Verständnis für klassische Musik.
Er spielte in jungen Jahren bei verschiedenen Musikwettbewerben und Konzertauftritten, bevor er als Stipendiat am Tschaikovskykonservatorium in Moskau bei Margarita Fyodorova das Musikstudium aufnahm. Sie brachte ihm insbesondere die Werke von Alexander Skrjabin nahe.
Nach Studienabschluss in Moskau mit dem Diplom „Master of Fine Arts“ sowohl als Solist als auch im Fach Kammermusik und Liedbegleitung absolvierte er – wiederum als Stipendiat – ein Aufbaustudium an der Hochschule für Musik in Karlsruhe bei Fanny Solter und Miguel Proenca. Meisterklassen absolvierte er unter Sontraud Speidel und Eduardo Hubert.
Er folgte Einladungen zu Konzerten und Festivals in Europa, Asien und Südamerika solistisch mit und ohne Orchester sowie in Kammermusikformationen, so auch bei „Martha Argerich & Friends“.
Pervez Mody spielte Klavierkonzerte mit Orchester, trat in Kammermusikformationen und Klavierduos auf und veröffentlichte Tonträger, unter anderem spielt er das Klavierwerk von Alexander Skrjabin für das Label Thorofon ein.
Seit 2016 steht er in einem mehrjährigen Konzertzyklus mit dem Gesamtklavierwerk von Ludwig van Beethoven.
Mit der Violinistin Isabel Steinbach gründete er das „Duo Appassionata“ und spielte im Duo im Jahr 2012 skandinavische Sonaten mit Werken von Christian Sinding, Niels Gade und Edvard Grieg ein.
Er war verschiedentlich als Jurymitglied tätig, unter anderem beim „Internationalen Klavierwettbewerb“ in Huesca und unterrichtete Meisterklassen in Deutschland, Argentinien und Indien.
Seit 2012 gehört Pervez Mody zu den Steinway-Artists.
Während der Corona-Pandemie im Jahr 2020 veröffentlichte Pervez Mody im Zuge des WeLive Musikfestivals einen Konzertfilm, in welchem er Werke von Alexander Skrjabin und Frederic Chopin vor insgesamt zehn Kameras aufführte. Der Film wurde unter anderem von Steinway&Sons präsentiert und am Veröffentlichungstag über 30.000 Mal auf Facebook und YouTube angesehen. Das Musikmagazin Musix bezeichnete die Performance von Pervez Mody als „Weltklasse“, das Fachmagazin PianoNews schrieb von einem „beeindruckenden Konzertfilm“.

## Diskografie
- Alexander Skrjabin – Interpr.: Pervez Mody –  Erschienen bei Bella Musica in Bühl, 2010
- Pervez Mody plays Edward MacDowell, Edvard Grieg, Franz Liszt – Erschienen bei recordjet in 2021
- Skandinavische Romantik, Interpret.: Isabel Steinbach, Violine und Pervez Mody, Klavier – Erschienen bei ANTES
- Voyage, Max Bruch, William Grant Still, Robert Schumann, Henry Cowell – Interpret. Isabel Steinbach, Violine u. Pervez Mody, Klavier – erschienen bei recordjet
- Dia Succari, composer from my Aleppo. Erschienen bei Kateb in Berlin, 2010 – Interpr.: Anne Salié [Kl]. Ziad Hakim [Kl]. Ulugbek Palvanov, [Kl]. Sevki Karayel, [Kl]. Xenia Kourkoumeli, [Kl]. Desislava Shtereva, [Kl]. Sibylle Briner, [Kl]. Katarina Pipovic-Misic, [Kl]. Daniela Hlinkova, [Kl]. Lala Issakowa, [Kl]. Vera Osmankulova, [Kl]. Pervez Mody, [Kl]. Jaques Ammon, [Kl]. Ramune Neris, [Kl]. Iwan Urlwalov, [Kl]. Sawami Kiyushi, [Kl]. Dania Al Tabbaa, [Kl]. Racha Arodaky, [Kl]. Gaswan Zerikly, [Kl]. Patrick Lechner, [Kl]. Dagmar Muñiz, [Kl]. Andrea Maggiora [Kl]